# رافع بن خديج
رافع بن خديج (المتوفى سنة 74 هـ) صحابي من الأنصار، وأحد رواة الحديث النبوي. شهد مع النبي محمد المشاهد كلها بعد بدر، وعمّر حتى توفي في المدينة المنورة في خلافة ابن الزبير.

## نسبه
رافع بن خديج بن رافع بن عدي بن زيد بن جشم بن حارثة بن الحارث بن الخزرج بن عمرو بن مالك بن الأوس.

## سيرته
استصغر رافع بن خديج يوم بدر، ثم شهد مع النبي محمد أحدًا وما بعدها من المشاهد، وأصابه سهم يوم أحد، فانتزعه، فبقي النصل في لحمه إلى أن مات. قيل إنه ممن شهد وقعة صفين مع علي بن أبي طالب، وكان رافع بن خديج ممن يفتي بالمدينة المنورة في خلافة معاوية بن أبي سفيان وما بعدها.
توفي رافع بن خديج سنة 73 هـ أو 74 هـ في المدينة المنورة، وعمره 86 سنة، وشهد جنازته ابن عمر، وكان له من الولد سهل وعبد الرحمن ورفاعة وعبيد الله وزياد وعائشة وأم عبد الله أمهم أسماء بنت زياد بن طرفة؛ وعبد الله أمه لبنى بنت قرة بن علقمة؛ وإبراهيم أمه أم ضمرة بنت أبي حثمة بن ساعدة بن عامر؛ وحبابة أمها أم محمد بنت محمد بن مسلمة؛ وأسيد وأمامة وعبد الحميد أمهاتهم أمهات ولد.

## روايته للحديث النبوي
- روى عن: النبي محمد وعمه ظهير بن رافع[5]
- روى عنه: بشير بن يسار وحنظلة بن قيس الزرقي والسائب بن يزيد وعطاء بن أبي رباح ومجاهد بن جبر ونافع مولى ابن عمر وابنه رفاعة بن رافع بن خديج وحفيده عباية بن رفاعة بن رافع[3] وعبد الله بن عمر بن الخطاب ومحمود بن لبيد وأسيد بن ظهير وعامر الشعبي وعمرة بنت عبد الرحمن[1] وابنه عبد الرحمن بن رافع بن خديج وسعيد بن المسيب ونافع بن جبير وأبو سلمة بن عبد الرحمن بن عوف وأبو النجاشي مولى رافع وسليمان بن يسار[5] وإياس بن خليفة البكري وثابت بن أنس بن ظهير بن رافع وسالم بن عبد الله بن عمر بن الخطاب وطاووس بن كيسان وعبد الله بن عمرو بن عثمان بن عفان وعبد الرحمن بن أبي نعم البجلي وحفيده عثمان ويقال عيسى بن سهل بن رافع بن خديج والقاسم بن محمد بن أبي بكر ومحمد بن سيرين ومحمد بن يحيى بن حبان وحفيده هرير بن عبد الرحمن بن رافع بن خديج وواسع بن حبان وابن أخيه يحيى بن إسحاق بن خديج وأبو العالية الرياحي وأبو ميمون.[6]
- مروياته: روى له الجماعة.[6]